# Ludovico Ludovisi
Ludovico Ludovisi (Bologna, 27 ottobre 1595 – Bologna, 18 novembre 1632) è stato un cardinale e arcivescovo cattolico italiano.

## Biografia
Ludovico Ludovisi nacque a Bologna il 27 ottobre 1595, figlio di Orazio Ludovisi, I duca di Fiano e di sua moglie, Lavinia Albergati. Era nipote di papa Gregorio XV (1621-1623) e cugino del cardinale Niccolò Albergati-Ludovisi; suo nonno era il giurista Fabio Albergati.
Fu educato al Collegio Germanico di Roma, rimanendo affezionato ai gesuiti anche in seguito. Quando lo zio Alessandro Ludovisi divenne arcivescovo di Bologna nel 1612, lo seguì nel rientro in città e studiò in quell'Università, ove il 25 febbraio 1615 ottenne il dottorato in Diritto canonico, divenendo anche giudice e lettore. Arciprete del capitolo della cattedrale di Bologna dal 1616, fece ritorno a Roma nel 1619 come referendario del Tribunale della Segnatura Apostolica, divenendo nel contempo relatore della Congregazione del buon governo nel 1620 e della Sacra Consulta nel 1621. 
Lo zio, divenuto papa Gregorio XV, lo elevò al rango di cardinale nel concistoro del 15 febbraio 1621. Il 17 marzo 1621 ottenne la berretta cardinalizia ed il titolo di Santa Maria in Traspontina, divenendo anche governatore a Fermo e legato ad Avignone (1621-1623). Il 17 marzo 1621 venne prescelto quale Camerlengo di Santa Romana Chiesa della Camera Apostolica, rimanendo in carica sino al 7 giugno 1623.
Il 21 febbraio aveva però ricevuto l'incarico di maggiore rilievo, quello di Sovrintendente generale dello Stato ecclesiastico, che gli conferiva pieni poteri nel governo temporale della città di Roma e dello Stato e ruolo determinante nella diplomazia pontificia, poiché comportava di firmare tutte le lettere del papa a principi, ambasciatori, nunzi e legati.
Eletto arcivescovo di Bologna il 29 marzo 1621, venne consacrato il 2 maggio successivo, di domenica, nella cappella privata del suo principale consacratore, Galeazzo Sanvitale, presso la basilica vaticana. Sanvitale venne assistito nella consacrazione da Cosimo de Torres, arcivescovo titolare di Adrianopolis, e da Ottavio Ridolfi, vescovo di Ariano. Pur rimanendo a Roma, gli venne garantita la facoltà di esercitare i propri incarichi di curia per substitutum dal 14 aprile 1621. Prefetto della Segnatura dei Brevi Apostolici dal 16 marzo 1622. Prefetto della Sacra Congregazione de Propaganda Fide dal 12 novembre 1622, mantenendo l'incarico sino alla morte. Vice-cancelliere di Santa Romana Chiesa e sommista delle lettere apostoliche dal 7 giugno 1623, optò per il titolo cardinalizio di San Lorenzo in Damaso da quella stessa data. Abate commendatario di San Silvestro di Nonantola, San Lorenzo in Campo di Urbino e Saint-Martin des Champs in Francia, partecipò al conclave del 1623 che elesse a pontefice Urbano VIII. Il 2 ottobre 1623 diede le proprie dimissioni da legato ad Avignone e venne nominato protettore d'Irlanda. Nel 1628 fondò il Pontificio Collegio Irlandese in Roma.

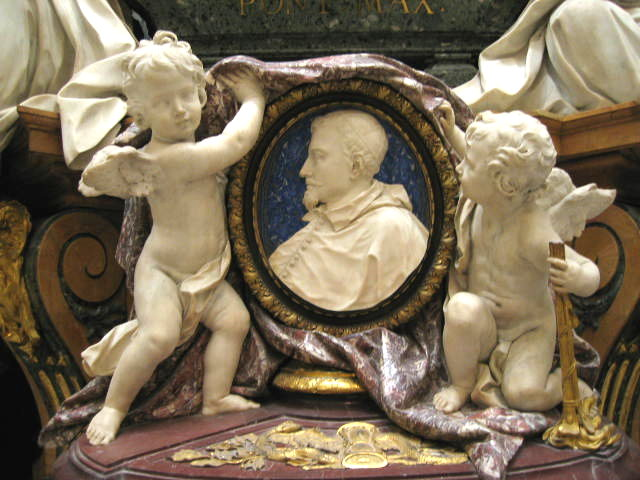
Pierre Legros, Tomba di Papa Gregorio XV, medaglione del cardinal Ludovisi, particolare

Il coinvolgimento nella protesta del cardinale Gaspare Borgia contro il papa, determinò l'ordine di questi a Ludovisi di osservare la residenza nella sede episcopale. Così partì da Roma per Bologna il 27 marzo 1632, già ammalato, morendovi il 18 novembre 1632. Venne sepolto provvisoriamente nella cattedrale metropolitana di Bologna per poi essere trasferito, secondo le sue ultime volontà, nella Chiesa di Sant'Ignazio di Loyola in Campo Marzio a Roma.

## Ludovico Ludovisi collezionista d'arte

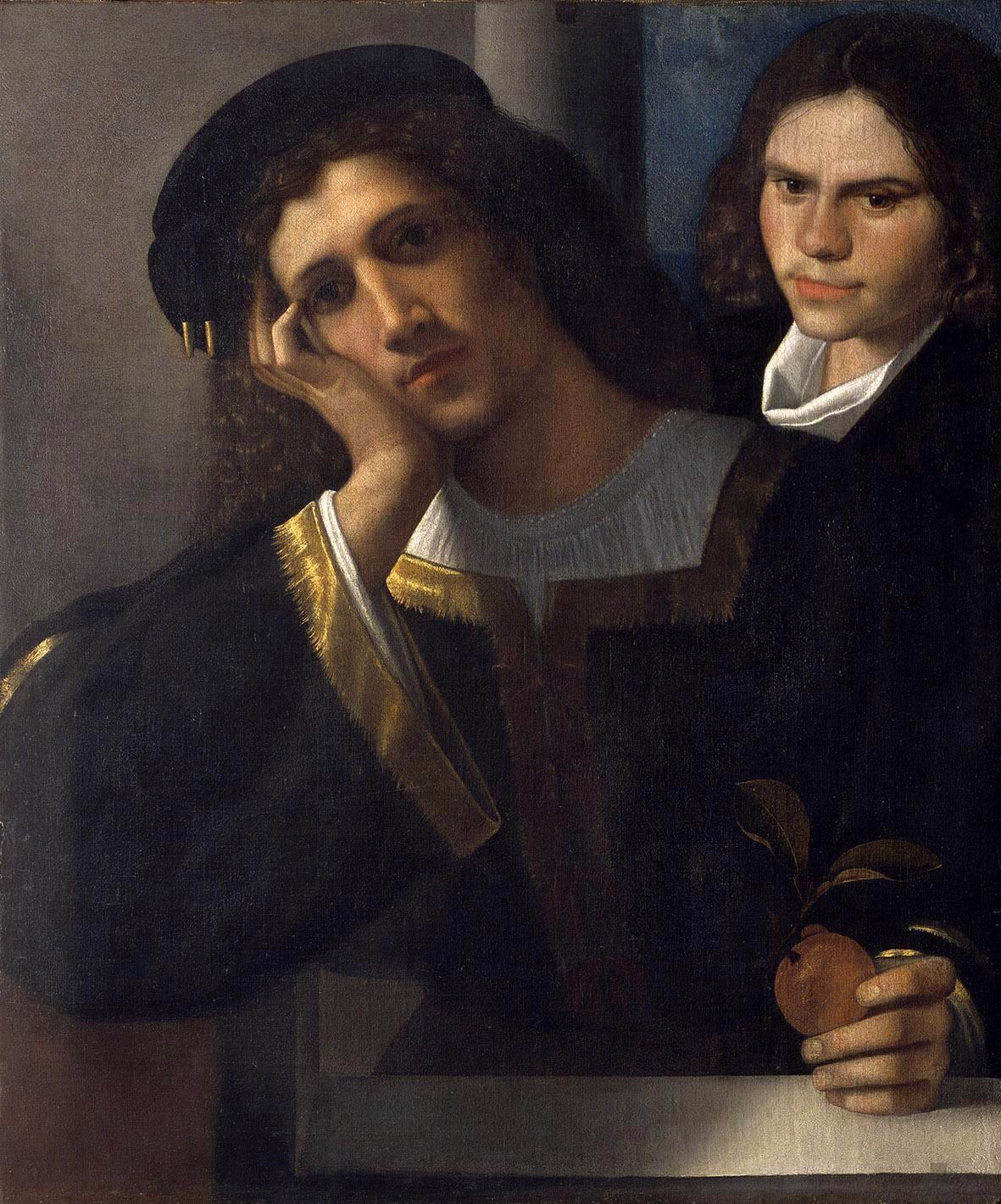
Artista veneto del Cinquecento, Doppio ritratto

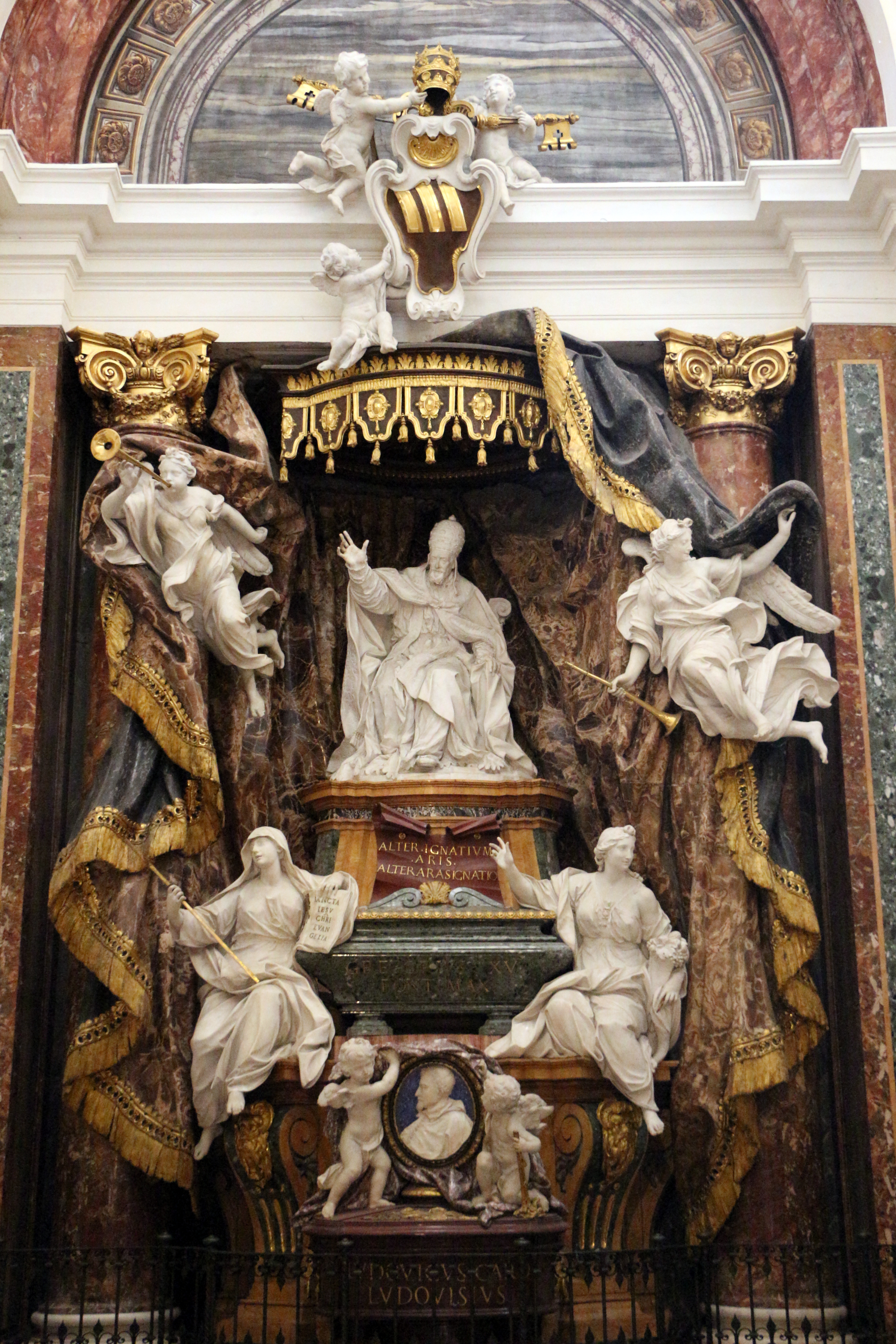
Monumento funebre di papa Gregorio XV e del cardinale Ludovico Ludovisi

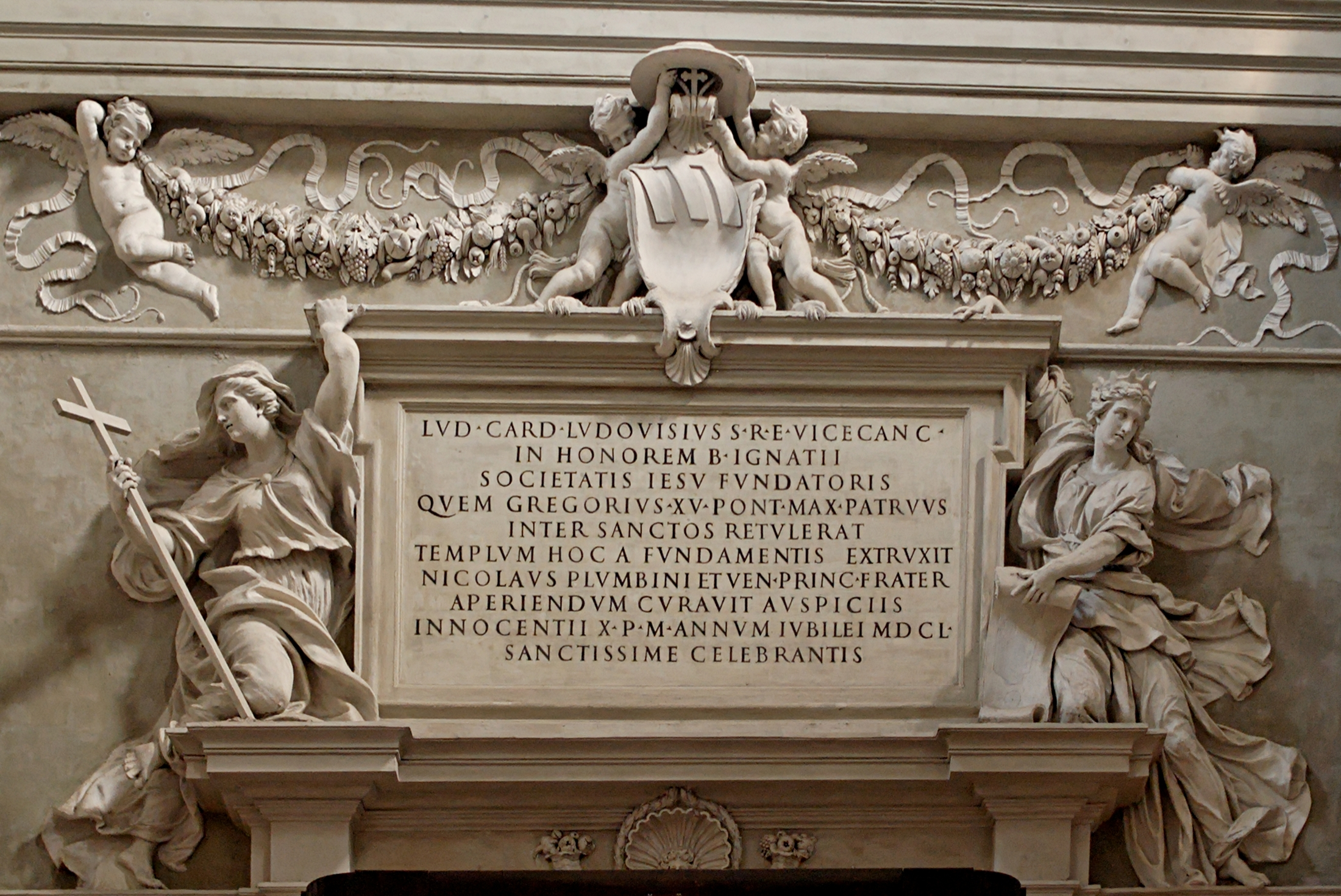
Iscrizione dedicata a Ludovico Ludovisi nella chiesa di Sant'Ignazio a Roma.

Al pari degli altri cardinal nipoti il Ludovisi raccolse una notevole collezione d'arte, di cui si ha testimonianza in due inventari redatti nel 1623 e nel 1633. Il suo gusto era orientato prevalentemente verso la pittura rinascimentale veneta (possedeva molti quadri di Tiziano, Bonifacio Veronese, Jacopo Bassano, Giovanni Bellini) e, naturalmente, emiliana del Cinque e Seicento (Dosso Dossi, Francesco Francia, Garofalo, Guercino, Guido Reni, Ludovico Carracci, Domenichino).
Il cosiddetto Doppio ritratto attribuito a Giorgione (Roma, Museo di palazzo Venezia) deriva proprio dalla sua collezione di pitture.
Si deve a lui anche la creazione a Roma della villa che avrebbe poi preso il suo nome.

## Genealogia episcopale e successione apostolica
La genealogia episcopale è:
- Cardinale Scipione Rebiba
- Cardinale Giulio Antonio Santori
- Cardinale Girolamo Bernerio, O.P.
- Arcivescovo Galeazzo Sanvitale
- Cardinale Ludovico Ludovisi

La successione apostolica è:
- Vescovo Aurelio Archinto (1621)
- Arcivescovo Giuseppe Acquaviva (1621)
- Vescovo Pierre François Maletti, C.R.L. (1622)
- Vescovo Carlo Bovi (1622)
- Cardinale Marco Antonio Gozzadini (1622)
- Cardinale Luigi Caetani (1622)
- Vescovo Giovanni Pietro Volpi (1622)
- Patriarca Alfonso Manzanedo de Quiñones (1622)
- Arcivescovo Giovanni Battista Agucchi (1623)
- Arcivescovo Francisco Sánchez Villanueva y Vega (1628)

## Ascendenza
|                                    |                   |                               | Genitori             |  |  | Nonni |  |  | Bisnonni          |  |  | Trisnonni         |  |
|                                    |                   |                               |                      |  |  |       |  |  | Ludovico Ludovisi |  |  | Girolamo Ludovisi |  |
|                                    |                   |                               |                      |  |  |       |  |  | Ludovico Ludovisi |  |  | Girolamo Ludovisi |  |
|                                    |                   | Polissena Gozzadini           |                      |  |  |       |  |  | Ludovico Ludovisi |  |  |                   |  |
| Pompeo Ludovisi, conte di Samoggia |                   |                               |                      |  |  |       |  |  | Ludovico Ludovisi |  |  |                   |  |
|                                    |                   | Bernardina Sassoni            | Annibale Sassoni     |  |  |       |  |  |                   |  |  |                   |  |
|                                    |                   | Bernardina Sassoni            | Annibale Sassoni     |  |  |       |  |  |                   |  |  |                   |  |
|                                    |                   | Bernardina Sassoni            | ...                  |  |  |       |  |  |                   |  |  |                   |  |
| Orazio Ludovisi, I duca di Fiano   |                   | Bernardina Sassoni            |                      |  |  |       |  |  |                   |  |  |                   |  |
|                                    |                   | Alessandro Bianchini          | Americo Bianchini    |  |  |       |  |  |                   |  |  |                   |  |
|                                    |                   | Alessandro Bianchini          | Americo Bianchini    |  |  |       |  |  |                   |  |  |                   |  |
|                                    |                   | Alessandro Bianchini          | Taddea               |  |  |       |  |  |                   |  |  |                   |  |
| Camilla Bianchini                  |                   | Alessandro Bianchini          |                      |  |  |       |  |  |                   |  |  |                   |  |
|                                    |                   | Ippolita Legnani              | ...                  |  |  |       |  |  |                   |  |  |                   |  |
|                                    |                   | Ippolita Legnani              | ...                  |  |  |       |  |  |                   |  |  |                   |  |
|                                    |                   | Ippolita Legnani              | ..                   |  |  |       |  |  |                   |  |  |                   |  |
| Ludovico Ludovisi                  |                   | Ippolita Legnani              |                      |  |  |       |  |  |                   |  |  |                   |  |
|                                    | Filippo Albergati | Fabiano Albergati             |                      |  |  |       |  |  |                   |  |  |                   |  |
|                                    | Filippo Albergati | Fabiano Albergati             |                      |  |  |       |  |  |                   |  |  |                   |  |
|                                    | Filippo Albergati | Pantasilea Baviera de Bonetti |                      |  |  |       |  |  |                   |  |  |                   |  |
| Fabio Albergati                    | Filippo Albergati |                               |                      |  |  |       |  |  |                   |  |  |                   |  |
|                                    |                   | Giulia Bargellini             | ...                  |  |  |       |  |  |                   |  |  |                   |  |
|                                    |                   | Giulia Bargellini             | ...                  |  |  |       |  |  |                   |  |  |                   |  |
|                                    |                   | Giulia Bargellini             | ...                  |  |  |       |  |  |                   |  |  |                   |  |
| Lavinia Albergati                  |                   | Giulia Bargellini             |                      |  |  |       |  |  |                   |  |  |                   |  |
|                                    |                   | Antonio Bentivoglio           | Lodovico Bentivoglio |  |  |       |  |  |                   |  |  |                   |  |
|                                    |                   | Antonio Bentivoglio           | Lodovico Bentivoglio |  |  |       |  |  |                   |  |  |                   |  |
|                                    |                   | Antonio Bentivoglio           | Flaminia Orsi        |  |  |       |  |  |                   |  |  |                   |  |
| Flaminia Bentivoglio               |                   | Antonio Bentivoglio           |                      |  |  |       |  |  |                   |  |  |                   |  |
|                                    |                   | Alessandra Desideri           | Bonifazio Desideri   |  |  |       |  |  |                   |  |  |                   |  |
|                                    |                   | Alessandra Desideri           | Bonifazio Desideri   |  |  |       |  |  |                   |  |  |                   |  |
|                                    |                   | Alessandra Desideri           | Elena Paltroni       |  |  |       |  |  |                   |  |  |                   |  |
|                                    |                   | Alessandra Desideri           |                      |  |  |       |  |  |                   |  |  |                   |  |